# Орлов Олександр Гнатович
Олекса́ндр Гна́тович Орло́в (26 травня 1918 — 26 березня 1994) — радянський військовик часів Другої світової війни, командир 8-ї батареї 132-го гвардійського стрілецького полку 60-ї гвардійської стрілецької дивізії (5-а ударна армія, Перший Білоруський фронт), гвардії старший лейтенант. Герой Радянського Союзу (1945).

## Життєпис
Народився 26 травня 1918 року в селі Велика Виска, нині Маловисківський район Кіровоградської області, в селянській родині. Українець. Після здобуття середньої освіти працював бухгалтером, згодом — старшим бухгалтером Великовисківської контори зв'язку.
У лавах РСЧА з жовтня 1938 року. Член ВКП(б) з лютого 1941 року.
Учасник німецько-радянської війни з травня 1942 року. Воював на Північно-Кавказькому, 3-у Українському й 1-у Білоруському фронтах. 1944 року закінчив артилерійське училище.
Особливо командир 8-ї батареї 132-го гвардійського артилерійського полку 60-ї гвардійської стрілецької дивізії гвардії старший лейтенант О. Г. Орлов відзначився під час боїв на Кюстрінському плацдармі. Батарея 76-мм гармат під його орудою з ходу форсувала річку Одер, закріпилась на його західному березі й вдало відбивала контратаки супротивника. 21 березня 1945 року батарея, виведена на пряме наведення, забезпечила прорив і наступ радянської піхоти, знищивши при цьому 2 ДЗОТи з протитанковими гарматами, 4 станкових кулемети з обслугою та спостережний пункт ворога. 27 березня ворог чисельністю до батальйону піхоти, при підтримці 34 танків і авіації намагався відкинути радянські війська й вклинився в бойові порядки піхоти. Батарея старшого лейтенанта Орлова з близької відстані відкрила вогонь по супротивнику, підпаливши 2 і підбивши 9 танків, а решту змусивши відступити. Після того, як 3 гармати вийшли з ладу, зібрав під своєю орудою зв'язківців і розвідників і повів їх у контратаку. При цьому було знищено близько 50 солдатів ворога, вісьмох старший лейтенант Орлов полонив особисто. Протягом наступних 32 годин батарея відбила 13 ворожих атак і втримала свої позиції.
Після війни продовжував військову службу. 1956 року успішно закінчив Військову артилерійську академію. 22 жовтня 1965 року полковник О. Г. Орлов вийшов у запас. Мешкав у Бєлгороді, працював начальником відділу кадрів обласного виробничого управління будівництва та експлуатації шляхів.
Помер 26 березня 1994 року, похований на цвинтарі Ячнєво.

## Нагороди
Указом Президії Верховної Ради СРСР від 31 травня 1945 року за зразкове виконання бойових завдань командування на фронті боротьби з німецько-фашистськими загарбниками та виявлені при цьому відвагу і героїзм, гвардії старшому лейтенанту Орлову Олександру Гнатовичу присвоєне звання Героя Радянського Союзу з врученням ордена Леніна і медалі «Золота Зірка» (№ 6707).
Також був нагороджений орденом Червоного Прапора (24.05.1945), двома орденами Вітчизняної війни 1-го ступеня (08.03.1945, 11.03.1985), орденом Червоної Зірки і медалями.